# Zwariowane melodie: Kreskówki
Zwariowane melodie: Kreskówki (ang. Looney Tunes Cartoons, 2020-2024) – amerykańsko-hiszpański serial animowany wyprodukowany przez wytwórnię Warner Bros. Animation.
Premiera serialu odbyła się w Stanach Zjednoczonych 27 maja 2020 w usłudze VOD HBO Max. W Polsce serial zadebiutował 7 czerwca 2021 na antenie polskiego Boomeranga, a 17 stycznia 2022 na antenie Cartoon Network; odcinki są również dostępne na polskiej wersji HBO Max, zastępującej platformę HBO Go.

## Produkcja
22 listopada 2022 roku. Browngardt ogłosił, że produkcja została ostatecznie zakończona i wyprodukowano 209 filmów krótkometrażowych.

## Emisja w Stanach Zjednoczonych
27 maja 2020 roku. amerykański HBO Max udostępnił 10 odcinków 1 sezonu.
3 grudnia 2020 roku. amerykański HBO Max udostępnił 11 odcinek 1 sezonu.
21 stycznia 2021 roku. amerykański HBO Max udostępnił 10 odcinków 1 sezonu.
29 kwietnia 2021 roku. amerykański HBO Max udostępnił 10 ostatnich odcinków 1 sezonu.
8 lipca 2021 roku. amerykański HBO Max udostępnił 10 odcinków 2 sezonu.
19 sierpnia 2021 roku. amerykański HBO Max udostępnił ostatni odcinek 2 sezonu.
25 listopada 2021 roku. amerykański HBO Max udostępnił 3 sezon.
20 stycznia 2022 roku. amerykański HBO Max udostępnił 4 sezon.
3 lutego 2022 roku. amerykański HBO Max udostępnił 1 odcinek 5 sezonu.
29 września 2022 roku. amerykański HBO Max udostępnił 2 odcinek 5 sezonu. 
6 kwietnia 2023 roku. amerykański HBO Max udostępnił 9 ostatnich odcinków 5 sezonu. 
27 lipca 2023 roku. amerykański Max udostępnił 6 sezon.

## Wydanie odcinków w Stanach Zjednoczonych
27 maja 2020 roku. amerykański HBO Max wydał 10 odcinków 1 sezonu. 
3 grudnia 2020 roku. amerykański HBO Max wydał 11 odcinek 1 sezonu. 
21 stycznia 2021 roku. amerykański HBO Max wydał 10 odcinków 1 sezonu.  
29 kwietnia 2021 roku. amerykański HBO Max wydał 10 ostatnich odcinków 1 sezonu. 
8 lipca 2021 roku. amerykański HBO Max wydał 10 odcinków 2 sezonu.
19 sierpnia 2021 roku. amerykański HBO Max wydał ostatni odcinek 2 sezonu.
25 listopada 2021 roku. amerykański HBO Max wydał 3 sezon.
20 stycznia 2022 roku. amerykański HBO Max wydał 4 sezon.
3 lutego 2022 roku. amerykański HBO Max wydał 1 odcinek 5 sezonu.
29 września 2022 roku. amerykański HBO Max wydał 2 odcinek 5 sezonu.
23 marca 2023 roku. amerykański HBO Max ogłosił że 5 sezon cały będzie wydany 6 kwietnia 2023 roku.
6 kwietnia 2023 roku. amerykański HBO Max wydał 9 ostatnich odcinków 5 sezonu. 
Szósty i ostatni sezon został wydany w 27 lipca 2023 roku. w Max.
27 lipca 2023 roku. amerykański Max wydał 6 sezon.

## Emisja w Polsce
7 do 16 czerwca 2021 roku. polski Boomerang zlecił 20 odcinków 1 sezonu.
22 do 26 listopada 2021 roku. polski Boomerang zlecił 10 ostatnich odcinków 1 sezonu.
9 do 20 maja 2022 roku. polski Cartoon Network zlecił cały 2 sezon i 3.
5 do 9 września 2022 roku. polski Cartoon Network zlecił 4 sezon.

## Udostępnienie odcinków w Polsce
18 czerwca 2021 roku. polski HBO GO udostępnił 20 odcinków 1 sezonu.
3 grudnia 2021 roku. polski HBO GO udostępnił 21 odcinek 1 sezonu.
8 marca 2022 roku. polski HBO Max udostępnił 10 ostatnich odcinków 1 sezonu. 
23 lipca 2022 roku. polski HBO Max udostępnił 10 odcinków 2 sezonu.
3 września 2022 roku. polski HBO Max udostępnił ostatni odcinek 2 sezonu.
5 listopada 2022 roku. polski HBO Max udostępnił 3 sezon.
28 stycznia 2023 roku. polski HBO Max udostępnił 4 sezon.

## Opis fabuły
Serial opisuje dalsze perypetie królika Bugsa, kaczora Daffy’ego, prosiaka Porky’ego oraz pozostałych bohaterów Zwariowanych Melodii, którzy codziennie przeżywają nowe przygody, a ich historie są dostosowane do obecnych realiów.

## Obsada (głosy)
- Eric Bauza –
  - Królik Bugs (głos),
  - Kaczor Daffy (głos),
  - Tweety (głos),
  - Marvin (głos),
  - różne głosy
- Jeff Bergman –
  - Elmer Fudd (głos),
  - Kot Sylwester (głos),
  - Kurak Leghorn (głos),
  - Wilk Ralph (głos),
  - różne głosy
- Bob Bergen –
  - Prosiak Porky (głos),
  - Prosiak Cyceron (głos),
  - różne głosy
- Fred Tatasciore –
  - Yosemite Sam (głos),
  - Diabeł Tasmański (Taz) (głos),
  - Gossamer (głos),
  - Owczarek Sam (głos),
  - różne głosy
- Paul Julian – Struś Pędziwiatr (głos)
- Michael Ruocco – Sęp Szponek (głos)

## Spis odcinków

### Seria 1 (2020-21)
| Nr | Tytuł                                                                                                 | Tytuł polski | Premiera         | Premiera w Polsce |
| -- | --- | --- | ---------------- | ----------------- |
| 1  | Curse of the Monkeybird / Marvin Flag Gag: Deflating Planet / Harm Wrestling                          | Klątwa Małptaszyska / Flagowy gag Marvina: nieszczelna planeta / Siłowanie na udrękę                             | 27 maja 2020     | 7 czerwca 2021    |
| 2  | Big League Beast / Hole Gag: Mini Elmer / Firehouse Frenzy                                            | Pierwszoligowy potwór / Gag z norką: MiniElmer / Zapaleni strażacy                                               | 27 maja 2020     | 7 czerwca 2021    |
| 3  | Boo! Appetweet / Hole Gag: Plunger / Bubble Dum                                                       | Straszymy smacznego! / Gag z norką: Przepychacz / Wyżuty z rozsądku                                              | 27 maja 2020     | 8 czerwca 2021    |
| 4  | Pain in the Ice / Tunnel Vision / Pool Bunny                                                          | Jak lód z kotem / Widzenie tunelowe / Królik basenowy                                                            | 27 maja 2020     | 8 czerwca 2021    |
| 5  | Pest Coaster / Rhino ya Don’t!                                                                        | Kolejka gburska / Pilnuj własnego nos-orożca                                                                     | 27 maja 2020     | 9 czerwca 2021    |
| 6  | Buzzard School / Marvin Flag Gag: Giant Alien Mouth / Wet Cement                                      | Szkoła sępów / Flagowy gag Marvina: Pokaźna pozamarsjańska paszcza / Mokry cement                                | 27 maja 2020     | 9 czerwca 2021    |
| 7  | Siberian Sam / Hole Gag: Fishing Pole / Fleece & Desist / Marvin Flag Gag: Mirror/Split Screen Marvin | Syberyjski Sam / Gag z norką: Połów na karotkę / Wełna i niespokój / Flagowy gag Marvina: Lustro/Podwójny Marvin | 27 maja 2020     | 10 czerwca 2021   |
| 8  | Grilled Rabbit / Cactus if you Can / Shower Shuffle                                                   | Grillowany królik / Pędź co kaktus wyskoczy / Przepychanki prysznicowe                                           | 27 maja 2020     | 10 czerwca 2021   |
| 9  | Overdue Duck / Hole Gag: Bees / Vincent van Fudd                                                      | Kaczka przeszkadzaczka / Gag z norką: Pszczoły / Vincent van Fudd                                                | 27 maja 2020     | 11 czerwca 2021   |
| 10 | Hare Restoration / TNT Trouble / Plumber’s Quack                                                      | Terapia wstrząswłosowa / Trotylowe tarapaty / Ostatni kwak hydraulika                                            | 27 maja 2020     | 11 czerwca 2021   |
| 11 | Bugs Bunny’s 24-Carrot Holiday Special                                                                | 24-karotkowy specjał gwiazdkowy Królika Bugsa                                                                    | 3 grudnia 2020   | 3 grudnia 2021    |
| 12 | Daffuccino / Hole Gag: Moving Hole / Kitty Livin’                                                     | Daffuccino / Gag z norką: Ruchoma norka / Kanarki w brzuchu                                                      | 21 stycznia 2021 | 12 czerwca 2021   |
| 13 | Chain Gangster / Telephone Pole Gag: Sylvester Car Jack Lift / Falling for It!                        | Grypsy łańcuchowe / Gag ze słupem telefonicznym / Wystrychnięty na nielota                                       | 21 stycznia 2021 | 12 czerwca 2021   |
| 14 | Taziator / Marvin Flag Gag: Little Martian / Climate Control                                          | Taziator / Flagowy gag Marvina: Niemarsjańskie zachowanie / Kontrola klimatu                                     | 21 stycznia 2021 | 13 czerwca 2021   |
| 15 | Lepreconned / Marvin Flag Gag: Flag Won’t Stay Straight / Brave New Home                              | Lepri-chachmęcenie / Flagowy gag Marvina: Flaga nie trzyma pionu / Nowy, wspaniały dom                           | 21 stycznia 2021 | 13 czerwca 2021   |
| 16 | The Case of Porky’s Pants / Fully Vetted                                                              | Sprawa portek Porky’ego / Zwetyralizowany                                                                        | 21 stycznia 2021 | 14 czerwca 2021   |
| 17 | E-Rabbitcator / Marvin Flag Gag: Planet Split in 2 / Salesduck                                        | Dekróliczyzator / Flagowy gag Marvina: Planeta pęknięta na pół / Wykwakany sprzedawca                            | 21 stycznia 2021 | 14 czerwca 2021   |
| 18 | Pitcher Porky / Telephone Pole Gag: Cherry Picker / Duck Duck Boom!                                   | Porky – postrach pałkarzy / Gag ze słupem telefonicznym: Podnośnik / Kwakająca bomba                             | 21 stycznia 2021 | 15 czerwca 2021   |
| 19 | Postalgeist / Telephone Pole Gag: Anvil / Fudds Bunny                                                 | Pocztergaist / Gag ze słupem telefonicznym: Kowadło / Królik Fudds                                               | 21 stycznia 2021 | 15 czerwca 2021   |
| 20 | Shoe Shine-nanigans / Multiply and Conquer / Parky Pig                                                | Pucy-butność / Powiel się i rządź / Parkowanie na prosiaka                                                       | 21 stycznia 2021 | 16 czerwca 2021   |
| 21 | Shell Shocked / The Daffy Dentist                                                                     | Szybki jak żółw / Daffy dentystą                                                                                 | 21 stycznia 2021 | 16 czerwca 2021   |
| 22 | Puma Problems / Marvin Flag Gag: Bowling Ball / Duplicate Daffy                                       | Problemy z pumą / Flagowy gag Marvina: Kula do kręgli / Tam, gdzie kaczki kopiują                                | 29 kwietnia 2021 | 22 listopada 2021 |
| 23 | Key-Tastrophe / Hole Gag: Hammer the Rabbit Hole / A Devil Of A Drink                                 | Kluczyko-strofa / Gag z norką: Młot na króliki / Diabelskie pragnienie                                           | 29 kwietnia 2021 | 22 listopada 2021 |
| 24 | Foghorn Leghorn in Weaselin’ In / Time Out                                                            | Kurak Leghorn w odcinku: Łasicowanie na śniadanie / Szkody czasu                                                 | 29 kwietnia 2021 | 23 listopada 2021 |
| 25 | Bounty Bunny / Hole Gag: Underwear / Vender Bender                                                    | Kontrakt na królika / Gag z norką: Boksujący z bokserkami / Automat nerwomat                                     | 29 kwietnia 2021 | 23 listopada 2021 |
| 26 | Mallard Practice / Beaky Buzzard Gags: Mouse / Born To Be Wile E.                                     | Mecenas Krzyżówka / Sęp Szponek: Mysz / Wilusiowaty z natury                                                     | 29 kwietnia 2021 | 24 listopada 2021 |
| 27 | Raging Granny / Daffy Psychic: Famous / Spare Me!                                                     | Wściekła Babcia / Daffy Jasnowidz: Eksplozja sławy / Oponuj się!                                                 | 29 kwietnia 2021 | 24 listopada 2021 |
| 28 | Marv Attacks! / A Wolf in Cheap Clothing                                                              | Marsjanin atakuje! / Wilk w trefnej skórze                                                                       | 29 kwietnia 2021 | 25 listopada 2021 |
| 29 | High Speed Hare / Beaky Buzzard Gags: Rattle Snake / Nutty Devil                                      | Turbo truś / Sęp Szponek: Grzechotnik / Diablo twardy orzech                                                     | 29 kwietnia 2021 | 25 listopada 2021 |
| 30 | Petunia Pig in Pigture Perfect / Telephone Pole Gag: Grappling Hook / Swoop de Doo                    | Świnka Petunia w odcinku: Świnkapitalna fotka / Gag ze słupem telefonicznym: Kotwica z liną / Wielkie nie halo   | 29 kwietnia 2021 | 26 listopada 2021 |
| 31 | A Pane to Wash / Telephone Pole Gag: High Wire / Saddle Sore                                          | Robota na wysoki połysk / Gag ze słupem telefonicznym: Spacer po linie / Bolące siodła                           | 29 kwietnia 2021 | 26 listopada 2021 |

### Seria 2 (2021)
| Nr | Tytuł                                                                              | Tytuł polski                                                                                            | Premiera         | Premiera w Polsce |
| -- | ---------------------------------------------------------------------------------- | --- | ---------------- | ----------------- |
| 32 | Red, White and Bruised / Beaky Buzzard Gags: Bunny / Jet Porkpelled                | Siniaki na maszt / Sęp Szponek: Króliczek / Napęd bekonowy                                              | 8 lipca 2021     | 9 maja 2022 (CN)  |
| 33 | Mummy Dummy / Telephone Pole Gags 2: Shrinking Telephone Pole / In The Road Again! | Jak wyjść na mumię / Gagi ze słupem telefonicznym 2: Kurczący się słup telefoniczny / I znowu w drodze! | 8 lipca 2021     | 9 maja 2022 (CN)  |
| 34 | Emotional Support Duck / End Of The Leash Gags: Tennis / Charlie Dog in Adopt Me!  | Kaczka wsparcia emocjonalnego / Na końcu smyczy: Tenis / Pies Charlie w kreskówce: Adoptuj mnie         | 8 lipca 2021     | 10 maja 2022 (CN) |
| 35 | Rage Rover / To Hive and to Hold / Battle Stations                                 | Łobuzerski łazik / Użądlony w serce / Bitwa na stacje                                                   | 8 lipca 2021     | 10 maja 2022 (CN) |
| 36 | Bone Head / Relax!                                                                 | Kościapek / Zrelaksuj się!                                                                              | 8 lipca 2021     | 11 maja 2022 (CN) |
| 37 | Rotund Rabbit / Hog Wash                                                           | Korpulentny królik / Świnko-mycie                                                                       | 8 lipca 2021     | 11 maja 2022 (CN) |
| 38 | Nip and Duck / Telephone Pole Gags 2: Circular Fan / Asphalt and Battery           | Skrojone na kaczą miarę / Gagi ze słupem telefonicznym 2: Wentylator / Asfaltowy faul                   | 8 lipca 2021     | 12 maja 2022 (CN) |
| 39 | Battle of the Bunk / End Of The Leash Gags: Pull the Carpet Out / Hot Air Buffoon  | Wojna piętrowa / Na końcu smyczy: Grunt usuwa sięspod nóg / Bufon na gorące powietrze                   | 8 lipca 2021     | 12 maja 2022 (CN) |
| 40 | Basket Bugs / A Skate of Confusion!                                                | Basketowy Bugs / Zbity z łyżwy                                                                          | 8 lipca 2021     | 13 maja 2022 (CN) |
| 41 | Mt. Neverest / Telephone Pole Gags 2: Zip Line / Fast & Steady                     | Szczyt lekkomyślności / Gagi ze słupem telefonicznym 2: Tyrolka / Szybki i zackieły                     | 8 lipca 2021     | 13 maja 2022 (CN) |
| 42 | Looney Tunes Cartoons Back to School Special                                       | Powrót do szkoły. Odcinek specjalny Klasowy szkodnik / Na końcu smyczy: zetrzeć smycz / Szkoła sępów    | 19 sierpnia 2021 | 16 maja 2022 (CN) |

### Seria 3 (2021)
| Nr | Tytuł                                                                                               | Tytuł polski                                                                                          | Premiera          | Premiera w Polsce |
| -- | --------------------------------------------------------------------------------------------------- | --- | ----------------- | ----------------- |
| 43 | Sam-merica / Put the Cat Out – Door Spin / BBQ Bandit                                               | Sam-eryka / Przewietrzyć kota: zakręceni / Mięsożerni rozbójnicy                                      | 25 listopada 2021 | 16 maja 2022 (CN) |
| 44 | Happy Birdy to You / Daffy Psychic: New Love / Spring Forward, Fall Flat                            | Wszystkiego najlepszego / Daffy jasnowidz: zakochani / Wielkimi susami, nakryć się nogami             | 25 listopada 2021 | 17 maja 2022 (CN) |
| 45 | Hubie and Bertie in Frame the Feline / Daffy Traffic Cop Stop: Boating License / Unlucky Strikes    | Hubie i Bertie w odcinku: Zamknąć kota / Policja drogowa: patent żeglarski / Pechowe zwycięstwo       | 25 listopada 2021 | 17 maja 2022 (CN) |
| 46 | Cro-Mag Numb Skulls / Trophy Hunter                                                                 | Jaskiniowcy na dropie / Króliczy łowca roku                                                           | 25 listopada 2021 | 18 maja 2022 (CN) |
| 47 | Bathy Daffy / End of the Leash: Bullseye Painting / Rabbit Sandwich Maker / Put the Cat Out: Window | Kąpiel Daffy’ego / Na końcu smyczy: w dziesiątkę / Kanapka z królikiem / Przewietrzyć kota: okno      | 25 listopada 2021 | 18 maja 2022 (CN) |
| 48 | Petunia Pig in Pardon the Garden / Put the Cat Out: Flat on the Door / Downward Duck                | Świnka Petunia w odcinku: Prosię do ogródka / Przewietrzyć kota: na płasko / Kaczor z głową w dół     | 25 listopada 2021 | 19 maja 2022 (CN) |
| 49 | Bugs Bunny in Lesson Plan 9 from Outer Space / Ballon Salseman: Baboon / Portal Kombat              | Królik Bugs w odcinku: Lekcja dziewiąta prosto z kosmosu / Sprzedawca balonów: pawian / Portal Kombat | 25 listopada 2021 | 19 maja 2022 (CN) |
| 50 | Bugs Bunny in Virtual Mortality / Daffy Traffic Cop Stop: Lions / Miner Threat                      | Królik Bugs w odcinku: Wirtualna rzeczywistość / Policja drogowa: lwy / Niebezpieczeństwo w kopalni   | 25 listopada 2021 | 20 maja 2022 (CN) |
| 51 | Fowl Ploy / Sword Loser                                                                             | Dziwny przypadek / Feralny miecz                                                                      | 25 listopada 2021 | 20 maja 2022 (CN) |

### Seria 4 (2022)
| Nr | Tytuł                                                                                           | Tytuł polski                                                                                                | Premiera         | Premiera w Polsce    |
| -- | ----------------------------------------------------------------------------------------------- | --- | ---------------- | -------------------- |
| 52 | Bugs Bunny in Ring Master Disaster / Put the Cat Out: Eyeball / The Pain Event                  | Królik Bugs w odcinku: Cyrkowa katastrofa / Przewietrzyć kota: oko / Bolesne wydarzenie                     | 20 stycznia 2022 | 5 września 2022 (CN) |
| 53 | Drum Schtick! / Bugs Hole Gags 2: Frisbee / Beast A-Birdin                                      | Wybuchowy blues / Gag z norką: frisbee / Ptasia przygoda                                                    | 20 stycznia 2022 | 7 września 2022 (CN) |
| 54 | Blunder Arrest / Telephone Pole Gag: Airplane Stairs / Cymbal Minded                            | Niefortunny areszt / Gag ze słupem telefonicznym: schody do nieba / Mocny finał                             | 20 stycznia 2022 | 6 września 2022 (CN) |
| 55 | Bugs Bunny in Hook Line and Stinker! / Ballon Salseman: Everything Pops / Don't Treadmill on Me | Królik Bugs w odcinku: I w tym cały haczyk / Sprzedawca balonów: wszystko pyknie / Do pobiegania jeden krok | 20 stycznia 2022 | 8 września 2022 (CN) |
| 56 | Stained By Me / Pilgwim's Pwogwess                                                              | Brudna robota / Polowanie                                                                                   | 20 stycznia 2022 | 9 września 2022 (CN) |
| 57 | Bugs Bunny in Hideout Hare / Daffy Magician: An Ordinary Mop                                    | Królik Bugs w odcinku: Królicza kryjówka / Daffy czarodziej: standardowy mop                                | 20 stycznia 2022 | 7 września 2022 (CN) |
| 58 | Bobby Prize / End of the Leash Gags: Pea Shooter / Ballon Salesman: Porky's Head                | Głuptak / Na końcu smyczy: groszek / Sprzedawca balonów: głowa Porky’ego                                    | 20 stycznia 2022 | 5 września 2022 (CN) |
| 59 | Grand Canyon Canary / Hole in Dumb                                                              | Kanarek w kanionie / Chleb golfowy                                                                          | 20 stycznia 2022 | 8 września 2022 (CN) |
| 60 | Bugs Bunny in Funeral for A Fudd / Love Goat                                                    | Królik Bugs w odcinku: Pożegnanie z Elmerem / Kochana koza                                                  | 20 stycznia 2022 | 6 września 2022 (CN) |
| 61 | Practical Jerk / Bottoms Up                                                                     | Poważny dowcip / Smacznego ogona                                                                            | 20 stycznia 2022 | 9 września 2022 (CN) |

### Seria 5 (2022-23)
| Nr | Tytuł | Tytuł polski    | Premiera         | Premiera w Polsce |
| -- | --- | --------------- | ---------------- | ----------------- |
| 62 | Looney Tunes Cartoons Valentine's Extwavaganza!                                                               | --- / --- / --- | 3 lutego 2022    | nieemitowany      |
| 63 | Bugs Bunny's Howl-O-Skreem Spooktacular                                                                       | --- / --- / --- | 29 września 2022 | nieemitowany      |
| 64 | Skyscraper Scrap / Ballon Salseman: Feeling Down / The Devil and the Deep Blue Sea                            | --- / --- / --- | 6 kwietnia 2023  | nieemitowany      |
| 65 | Crumb and Get It / Bugs Hole Gags 2: Mini Bugs / Construction Obstruction                                     | --- / --- / --- | 6 kwietnia 2023  | nieemitowany      |
| 66 | Bugs Bunny in Yosemite Samurai / Bugs Hole Gags 2: Bees Nest / Dummies in the Dark                            | --- / --- / --- | 6 kwietnia 2023  | nieemitowany      |
| 67 | Bugs Bunny in Pain Rent / Nest Effort                                                                         | --- / --- / --- | 6 kwietnia 2023  | nieemitowany      |
| 68 | Foghorn Leghorn in Feather of the Bride / Daffy Magician: Pick A Card / Bugs Hole Gags 2: Rattlesnakes        | --- /--- / ---  | 6 kwietnia 2023  | nieemitowany      |
| 69 | Poolside Pest / Put the Cat Out: Inside Out / Bugs Bunny in Bulls-eye Bunny                                   | --- /---- /---  | 6 kwietnia 2023  | nieemitowany      |
| 70 | Auto Birdy Shop / Daffy Traffic Cop Stop: Phone Booth / Eyes Wide Fudd                                        | --- /---/ ---   | 6 kwietnia 2023  | nieemitowany      |
| 71 | Ralph Phillips in Livin' the Daydream / Duck Hunting Gag: Holograms / Petunia Pig in Fake it ’Til You Bake It | --- / --- / --- | 6 kwietnia 2023  | nieemitowany      |
| 72 | Bugs Bunny in Funny Book Bunny / Ballon Salseman: All the Balloons / Kitty Krashers                           | --- / --- / --- | 6 kwietnia 2023  | nieemitowany      |